# 至高阿勒曼尼語
至高阿勒曼尼語是阿勒曼尼語的一個分支，儘管經常被視為德語方言的一部分，但與標準德語和其他非阿勒曼尼語的德語方言的互通性很有限。